# Liste der Kulturdenkmäler in Hahnheim
In der Liste der Kulturdenkmäler in Hahnheim sind alle Kulturdenkmäler der rheinland-pfälzischen Ortsgemeinde Hahnheim aufgeführt. Grundlage ist die Denkmalliste des Landes Rheinland-Pfalz (Stand: 3. April 2024).

## Denkmalzonen
| Bezeichnung                    | Lage                                                    | Baujahr | Beschreibung | Bild                           |
| ------------------------------ | ------------------------------------------------------- | ------- | --- | ------------------------------ |
| Denkmalzone Wahlheimer Hof     | nordwestlich des Ortes zwischen Selz und der L 432 Lage | 1722    | ehemaliger Wirtschaftshof des Klosters Eberbach; zweigeschossiges barockes Hauptgebäude (Nr. 28/30) mit Krüppelwalmdach und halbrundem Kapellenanbau, 1722, nach Kriegsschäden 1953–58 wiederaufgebaut, Torbogen bezeichnet 1813; ehemaliges Abtshaus (Nr. 5a), stark erneuerter Walmdachbau, teilweise Fachwerk, im Kern aus dem 18. Jahrhundert; Mühle (Nr. 8), im Kern aus dem 18. Jahrhundert, mit Fachwerkobergeschoss; zwei barocke Doppelscheunen (Nr. 16/18, 20/22): Nr. 16/18 ehemalige Zehntscheune, langgestreckter Krüppelwalmdachbau, 18. Jahrhundert | weitere Bilder Fotos hochladen |
| Denkmalzone Jüdischer Friedhof | südlich des Ortes; Flur Am Baiernhübel Lage             | um 1884 | um 1884 angelegtes, bis 1938 belegtes langgezogenes Areal; 16 Grabmäler bzw. -fragmente von 1870 bis 1922; Holocaust-Gedenkstein, 1948 | weitere Bilder Fotos hochladen |

## Einzeldenkmäler
| Bezeichnung                    | Lage                                                 | Baujahr                        | Beschreibung | Bild                           |
| ------------------------------ | ---------------------------------------------------- | ------------------------------ | --- | ------------------------------ |
| Bahnhof Selzen-Hahnheim        | Bahnhofstraße 81 Lage                                | 1896                           | ehemaliger Bahnhof Selzen-Hahnheim; spätgründerzeitlicher Klinker-Typenbau, 1896, Entwurf der „Großherzoglichen Baubehörde für Nebenbahnen in Rheinhessen“ | Fotos hochladen                |
| Katholische Dreikönigskirche   | Neugasse 6 Lage                                      | 1934/35                        | Saalbau in sachlichen Formen, 1934/35, Architekt Philipp Preis, Mainz; mit Ausstattung | weitere Bilder Fotos hochladen |
| Kriegerdenkmäler und Grabmäler | Obere Hauptstraße, auf dem Friedhof Lage             | spätes 19. und 20. Jahrhundert | Friedhof um 1886 angelegt - Kriegerdenkmal 1870/71, reich skulptierter Sandsteinobelisk, bezeichnet 1893 - Kriegerdenkmal 1914/18, neuklassizistische Stele mit Eisernem Kreuz, 1922 - versetztes Grabmal Balthasar Schneider († 1835): klassizistischer Sandsteinpfeiler - Grabmal Karl Ludwig Seibert († 1898): neugotische Stele mit Blendmaßwerk - Grabmal Familie J. H. Heinz IV. († 1907), Altbürgermeister: prächtige Ädikula, Granitsäulen mit Bronzekapitellen - Grabmal Eheleute Carl Heinz († 1898): Jugendstil-Sitzfigur einer Trauernden, Grabeinfassung - Grabmal Familie Otto Heinz († 1917): klassizierende Statue einer Trauernden, Einfassung - Grabmal Eheleute Franz Boll († 1927): Pfeilerädikula mit Relief einer Kreuzigungsgruppe - Grabmal Familie Johann Georg Schneider († 1926): Ädikula mit Bronzerelief eines Todesengels - Grabmal Familie Jakob Kreit († 1931): Schauwand mit Bronzefigur des segnenden Christus nach Bertel Thorvaldsen, Einfriedung - Grabmal Kurt Schreck, Heinrich Schwarzkopf und Kurt Rinninsland, bei den Artilleriegefechten der deutschen gegen amerikanische Truppen am Selzbogen im März 1945 gefallen: Granit-Obelisk mit bronzener Flammenschale | weitere Bilder Fotos hochladen |
| Evangelische Kirche            | Obere Hauptstraße 17 Lage                            | 1835/36                        | ehemalige Simultankirche; spätklassizistischer Kalkbruchstein-Saalbau (heute verputzt), Moller-Schule, 1835/36; nach Brand 1945 Wiederaufbau 1951 | Fotos hochladen                |
| Schloss Hahnheim               | Schlossgasse 1 Lage                                  | 1590                           | ehemalige freiadeliges Schloss; Renaissancebau mit polygonalem Treppenturm, bezeichnet 1590, großer Garten | Fotos hochladen                |
| Wasserbehälter                 | südwestlich des Ortes; Flur Auf dem Lerzenbusch Lage | 1907                           | pavillonartiger Jugendstiltypenbau aus Gelbsandsteinquadern, bezeichnet 1907, Architekt Wilhelm Lenz, Kulturinspektion Mainz | weitere Bilder Fotos hochladen |